# Denis de Rougemont
Denis de Rougemont, född 8 september 1906, död 6 december 1985, var en schweizisk författare, som skrev civilisationskritiska essäer. Han studerade politisk filosofi vid universitetet i Neuchâtel och flyttade till Paris 1930. Han stod nära personalismen och non-konformismen. Denis de Rougemont har fått betydelse för regionaliseringen i Europa genom essän Vers une fédération des régions 1968.